# Sophie von Brabant

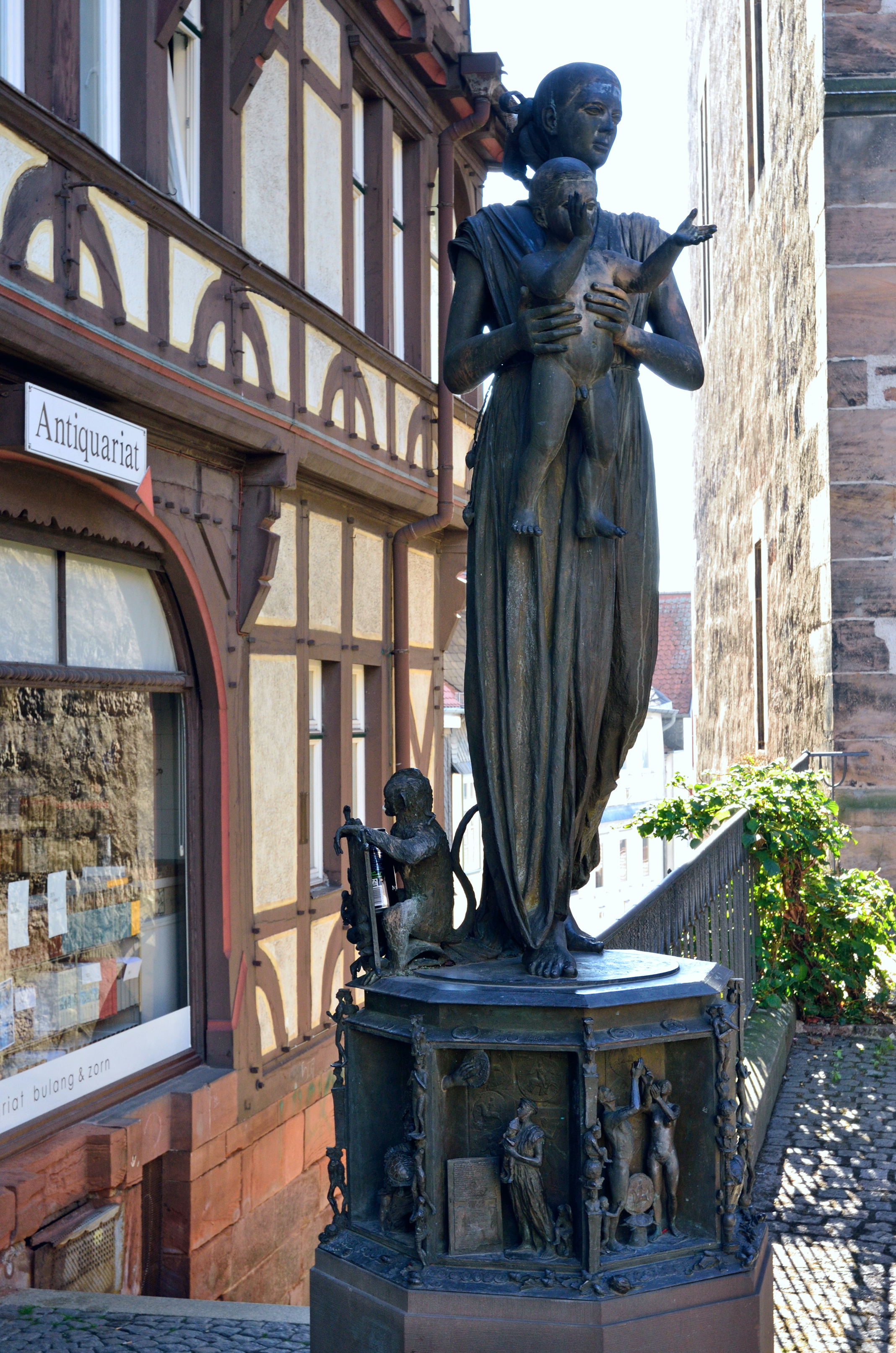
Statue der Sophie von Brabant mit ihrem Sohn Heinrich auf dem Marburger Marktplatz – Skulptur von Ivan Theimer aus dem Jahr 1989

Sophie von Brabant, auch Sophie von Thüringen (* 20. März 1224; † 29. Mai 1275) war Herzogin von Brabant und Herrin von Hessen. Sie gilt als Stammmutter des Hauses Hessen. 

## Leben

### Herkunft und frühe Jahre
Sophie war das zweite Kind des Landgrafen von Thüringen Ludwigs IV. und Elisabeths von Thüringen. Sie wurde wohl auf der Wartburg oder Creuzburg (Quellenlage nicht eindeutig) geboren. Als Ludwigs IV. 1227 während des Aufbruchs zum Fünften Kreuzzug Opfer einer Seuche geworden war, fiel sein Erbe an seine erst 20-jährige Witwe und seinen 5-jährigen Sohn Hermann sowie seine erst 23- und 20-jährigen Brüder Heinrich bzw. Konrad. Heinrich (Raspe IV.) übernahm die Vormundschaft für Hermann sowie die Regierung in der Landgrafschaft Thüringen, während Konrad die Herrschaft in Hessen übernahm. Sophies Mutter Elisabeth, die dem weltlichen Leben radikal entsagen wollte, wurde ihr Erbteil ausgezahlt, darunter Besitz in Marburg, wo sie bald darauf eine Kapelle und ein Hospital errichtete und lebte. Elisabeth starb 1231 und wurde schon wenige Jahre später heiliggesprochen. Sophie wurde nach dem Verlassen des Landgrafenhofs im Benediktinerinnenkloster Kitzingen erzogen, dem ihre Großtante Mechthild von Andechs als Äbtissin vorstand. Sophie wurde mit dem Herzog von Brabant Heinrich II. verheiratet. Der Ehe entstammten die 1243 geborene Elisabeth und der 1244 geborene Heinrich, der spätere Landgraf Heinrich I. von Hessen (genannt: das Kind). 

### Kampf um das Ludowinger Erbe
→ Hauptartikel: Thüringisch-Hessischer Erbfolgekrieg (1247-1264)
Nachdem ihr Onkel Konrad († 1240) in den Deutschen Orden eingetreten und ihr Bruder Hermann, der junge Landgraf von Thüringen sowie Herr von Hessen  bereits 1241 überraschend gestorben war, übernahm Heinrich Raspe IV. ab da die Alleinherrschaft. Nach zwei kinderlosen Ehen heiratete er 1241 Beatrix von Brabant, die Stieftochter Sophies aus Heinrichs II. erster Ehe. Als auch diese Ehe kinderlos blieb, betrieb er die Eventualbelehnung seines Neffen Heinrich, Sophies wettinischem Cousin mit der Landgrafschaft Thüringen, worüber Kaiser Friedrich II. eine kaiserliche Urkunde ausstellte. Die Belehnung wurde 1247 rechtskräftig als Heinrich Raspe kinderlos starb. Sophie stellte für sich und ihren Sohn Heinrich Ansprüche auf einen Erbteil von ihrem Vater Ludwig IV. und ließ ihren dreijährigen Sohn 1247 auf der Mader Heide bei Gudensberg von zahlreichen hessischen Adeligen und vom Deutschen Orden als rechtmäßigen Erben bestätigen. 1248 starb Sophies Mann Heinrich von Brabant. Sophie stellte in Marburg am 23. April 1248 den Deutschen Orden unter ihren Schutz und bestätigte ihm alle Schenkungen der Ludowinger. Damit sicherte sich die als Herrin von Thüringen und Hessen urkundende Sophie die Unterstützung des Deutschen Ordens. Sie legte damit den Grundstein für den Übergang der hessischen Besitzungen der Ludowinger in die Hände ihres Sohnes Heinrich, des künftigen ersten hessischen Landgrafen. Mit Hilfe des Deutschen Ordens, der den Bau der Grabeskirche der Heiligen Elisabeth in Marburg betreute, vertrat Sophie die Ansprüche ihres Sohns in Kassel und Marburg. Da sie vom hessischen Adel umfangreich unterstützt wurde, hatte sie in Hessen eine starke Stellung, die sie als Grundlage für die Durchsetzung ihrer Forderungen in Thüringen nutzte.
Am 1. Juli 1249 unterwarfen sich die aufständischen Thüringer Grafen – von Käfernburg, Schwarzburg, Beichlingen, Honstein, Orlamünde und Stolberg – dem neuen wettinischen Landgrafen von Thüringen, Heinrich dem Erlauchten. Daraufhin söhnte sich Sophie vorübergehend mit ihrem Cousin Heinrich aus. Sie übertrug ihm in einem Vertrag („Eisenacher Richtung“) am 2. März 1250 die Vormundschaftsregierung für ihren Sohn Heinrich über Wartburg und Hessen für 10 Jahre.
Mit der Hochzeit ihrer Tochter Elisabeth mit Albrecht von Braunschweig, dessen Vater seit dem Tode Heinrich Raspes einen Teil der Landgrafschaft Thüringen im Norden besetzt hielt, hatte Sophie 1254 einen neuen Verbündeten gewonnen. Im Vertrag von Udestedt übertrug Erzbischof Gerhard I. von Mainz im Mai 1254 Heinrich dem Erlauchten das Verfügungsrecht über die thüringischen Besitzungen des Erzstiftes Mainz. Da Sophie dies als eine Verletzung des Vertrages von 1250 ansah, setzte sie, unterstützt von ihrem Schwiegersohn, den thüringisch-hessischen Erbfolgekrieg mit neuen Kriegshandlungen fort.
Sophie und ihre Verbündeten griffen die Wettiner in Thüringen im Frühjahr 1259 erneut militärisch an. Verschiedene Burgen um die Wartburg wurden 1260 zerstört: die Eisenacher Stadtburg, die Frauenburg und Metilstein. Die Orte Creuzburg und Eisenach gingen in den Besitz von Sophie über. Die Wartburg konnte sie nicht einnehmen. Heinrich der Erlauchte konnte aber im folgenden Jahr (1261) die Stadt Eisenach durch nächtlichen Überfall zurückgewinnen.
Am 27. Oktober 1263 besiegten die Söhne ihres Cousins Heinrich des Erlauchten, Albrecht und Dietrich, in der Schlacht bei Beesenstedt (im Mansfeldischen bei Wettin) nach neunstündigem Kampf Albrecht von Braunschweig und nahmen ihn gefangen. Sophie von Brabant verzichtete nach dieser Niederlage gegen die verbündeten Wettiner 1264 auf ihre Ansprüche in Thüringen, erhielt aber acht feste Plätze an der Werra, die Albrecht von Braunschweig als Lösegeld abtreten musste. Ihre Ansprüche in Hessen konnte sie durchsetzen, und ihr Sohn Heinrich wurde 1292 von König Adolf von Nassau als Landgraf von Hessen bestätigt und in den Reichsfürstenstand erhoben.

### Tod
Sophie von Brabant starb am 29. Mai 1275 und wurde in der Stiftskirche der Zisterzienserabtei Villers-la-Ville im damaligen Brabant beigesetzt.

## Stammtafel
| Stammtafel Sophie von Brabant (1224–1275)                  | Stammtafel Sophie von Brabant (1224–1275)                                                                                         | Stammtafel Sophie von Brabant (1224–1275)                                                                                         | Stammtafel Sophie von Brabant (1224–1275)                                                                                         | Stammtafel Sophie von Brabant (1224–1275)                                                                                         | Stammtafel Sophie von Brabant (1224–1275)                                                                                         | Stammtafel Sophie von Brabant (1224–1275)                                                                                         | Stammtafel Sophie von Brabant (1224–1275)                                                                                         | Stammtafel Sophie von Brabant (1224–1275)                                                                                         |
| ---------------------------------------------------------- | --- | --- | --- | --- | --- | --- | --- | --- |
| Großeltern                                                 | Hermann I. von Thüringen × 1196 Sophia von Bayern                                                                                 | Hermann I. von Thüringen × 1196 Sophia von Bayern                                                                                 | Hermann I. von Thüringen × 1196 Sophia von Bayern                                                                                 | Hermann I. von Thüringen × 1196 Sophia von Bayern                                                                                 | Andreas II. von Ungarn × 1203 Gertrud von Meran-Andechs                                                                           | Andreas II. von Ungarn × 1203 Gertrud von Meran-Andechs                                                                           | Andreas II. von Ungarn × 1203 Gertrud von Meran-Andechs                                                                           | Andreas II. von Ungarn × 1203 Gertrud von Meran-Andechs                                                                           |
| Eltern                                                     | Ludwig IV. (Thüringen) × 1221 Elisabeth von Thüringen                                                                             | Ludwig IV. (Thüringen) × 1221 Elisabeth von Thüringen                                                                             | Ludwig IV. (Thüringen) × 1221 Elisabeth von Thüringen                                                                             | Ludwig IV. (Thüringen) × 1221 Elisabeth von Thüringen                                                                             | Ludwig IV. (Thüringen) × 1221 Elisabeth von Thüringen                                                                             | Ludwig IV. (Thüringen) × 1221 Elisabeth von Thüringen                                                                             | Ludwig IV. (Thüringen) × 1221 Elisabeth von Thüringen                                                                             | Ludwig IV. (Thüringen) × 1221 Elisabeth von Thüringen                                                                             |
| Sophie von Brabant (1224–1275) x? Heinrich II. von Brabant | | | | | | | | |
| Kinder                                                     | Heinrich I. von Hessen × 1263 Adelheid von Braunschweig-Lüneburg × 1274 Mechthild von Kleve Elisabeth x Albrecht von Braunschweig | Heinrich I. von Hessen × 1263 Adelheid von Braunschweig-Lüneburg × 1274 Mechthild von Kleve Elisabeth x Albrecht von Braunschweig | Heinrich I. von Hessen × 1263 Adelheid von Braunschweig-Lüneburg × 1274 Mechthild von Kleve Elisabeth x Albrecht von Braunschweig | Heinrich I. von Hessen × 1263 Adelheid von Braunschweig-Lüneburg × 1274 Mechthild von Kleve Elisabeth x Albrecht von Braunschweig | Heinrich I. von Hessen × 1263 Adelheid von Braunschweig-Lüneburg × 1274 Mechthild von Kleve Elisabeth x Albrecht von Braunschweig | Heinrich I. von Hessen × 1263 Adelheid von Braunschweig-Lüneburg × 1274 Mechthild von Kleve Elisabeth x Albrecht von Braunschweig | Heinrich I. von Hessen × 1263 Adelheid von Braunschweig-Lüneburg × 1274 Mechthild von Kleve Elisabeth x Albrecht von Braunschweig | Heinrich I. von Hessen × 1263 Adelheid von Braunschweig-Lüneburg × 1274 Mechthild von Kleve Elisabeth x Albrecht von Braunschweig |
| Enkelkinder                                                | Heinrichs 1. Ehe: Sophia Heinrich der Jüngere Mechthild Adelheid Elisabeth die Ältere Otto I.                                     | Heinrichs 1. Ehe: Sophia Heinrich der Jüngere Mechthild Adelheid Elisabeth die Ältere Otto I.                                     | Heinrichs 1. Ehe: Sophia Heinrich der Jüngere Mechthild Adelheid Elisabeth die Ältere Otto I.                                     | Heinrichs 1. Ehe: Sophia Heinrich der Jüngere Mechthild Adelheid Elisabeth die Ältere Otto I.                                     | Heinrichs 2. Ehe: Agnes Elisabeth die Mittlere Johann Jutta Ludwig Elisabeth die Jüngere Katharina                                | Heinrichs 2. Ehe: Agnes Elisabeth die Mittlere Johann Jutta Ludwig Elisabeth die Jüngere Katharina                                | Heinrichs 2. Ehe: Agnes Elisabeth die Mittlere Johann Jutta Ludwig Elisabeth die Jüngere Katharina                                | Heinrichs 2. Ehe: Agnes Elisabeth die Mittlere Johann Jutta Ludwig Elisabeth die Jüngere Katharina                                |